# Park Narodowy Gulf of Mannar

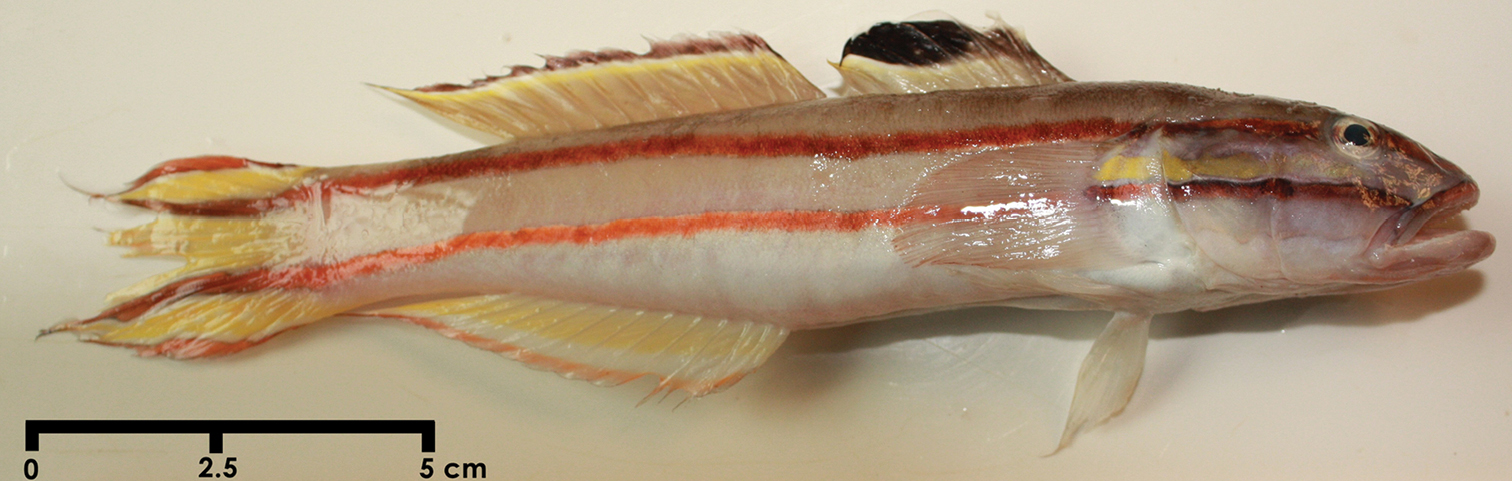
Ryba Valenciennea helsdingenii odnaleziona w zatoce

Park Narodowy Gulf of Mannar – indyjski park narodowy, a zarazem park morski, położony w obszarze zatoki Mannar. Utworzony został w roku 1986. Liczy 623 ha powierzchni. Włączony jest do Rezerwatu biosfery Gulf of Mannar, a od roku 2004 uznawany za ostoję ptaków IBA.

## Warunki naturalne
Średnie zasolenie wód wynosi około 33 ppt, zaś temperatura wody na powierzchni 26-28 °C. Na obszarze parku leży 21 wysepek, ułożonych w charakterze łańcucha. Mają powierzchnię od 0,25 po 130 ha. Podzielone są na 4 archipelagi:
- archipelag Mandapam: Musal, Manoli, Manoliputti, Poomarichan, Pullivasal, Krusadai i Shingle
- Keezhakkarai: Yaanaipar, Vallimunai, Poovarasanputti, Appa, Thalaiyari, Vaalai i Mulli
- Vembar: Upputhanni, Pulivinichalli i Nallathanni
- Tuticorin:  Vaan, Koswari, Kariyachalli i Velanguchalli

U wybrzeżu parku jak i na wyspach występują lasy namorzynowe z roślinami z rodzajów Rhizophora, Avicennia, Bruguiera, Ceriops i Lumnitzera. Występuje także przedstawiciel krwawnicoatych, krzew Pemphis acidula. Spośród glonów przeważają Halimeda opuntia, występują również m.in. gronorosty (Sargassum) oraz także licznie przedstawiciele Caulerpa, Amphiroa fragilissima i Gracilaria lichenoides. Wśród traw morskich występują przedstawiciele żabiściekowatych (Hydrocharitaceae), jak Enhalus acoraides, oraz rdestnicowatych (Potamogetonaceae), np. bałwanica z gatunku Cymodocea serrulata i Halodule uninervis.

## Fauna
W wodach parku napotkać można diugonia przybrzeżnego (Dugong dugong). Występują również żółwie: zielony (Chelonia mydas), oliwkowy (Lepidochelys olivacea), szylkretowy ((Eretmochelys imbricata), skórzasty (Dermochelys coriacea) oraz karetta (Caretta caretta). Do morskich bezkręgowców parku należy półstrunowiec Ptychodera flava oraz przedstawiciele Balanoglossus. W wodach wokół wysp parku stwierdzono co najmniej 91 gatunków koralowców z 37 rodzajów, w tym Turbinaria Acropora valida, Acropora cytherea i Acropora formosa.

### Ichtiofauna
Z ryb zamieszkujących rafy koralowe parku, z archipelagu Tucitorin, wymienić można przedstawicieli rodzaju Lutjanus, Lethrinus, Epinephelus, Carangoides malabaricus, Siganus canaliculatus, kaliodon natalski (Scarus ghobban) i Sargocentron rubrum. W archipelagu Vembar występuje także Lethrinus nebulosus, Pempheris analis i przedstawiciele Cheatodon, w archipelagu Keezhakkarai prócz wymienionych także przedstawiciele Siganus i Acanthurus.

### Awifauna

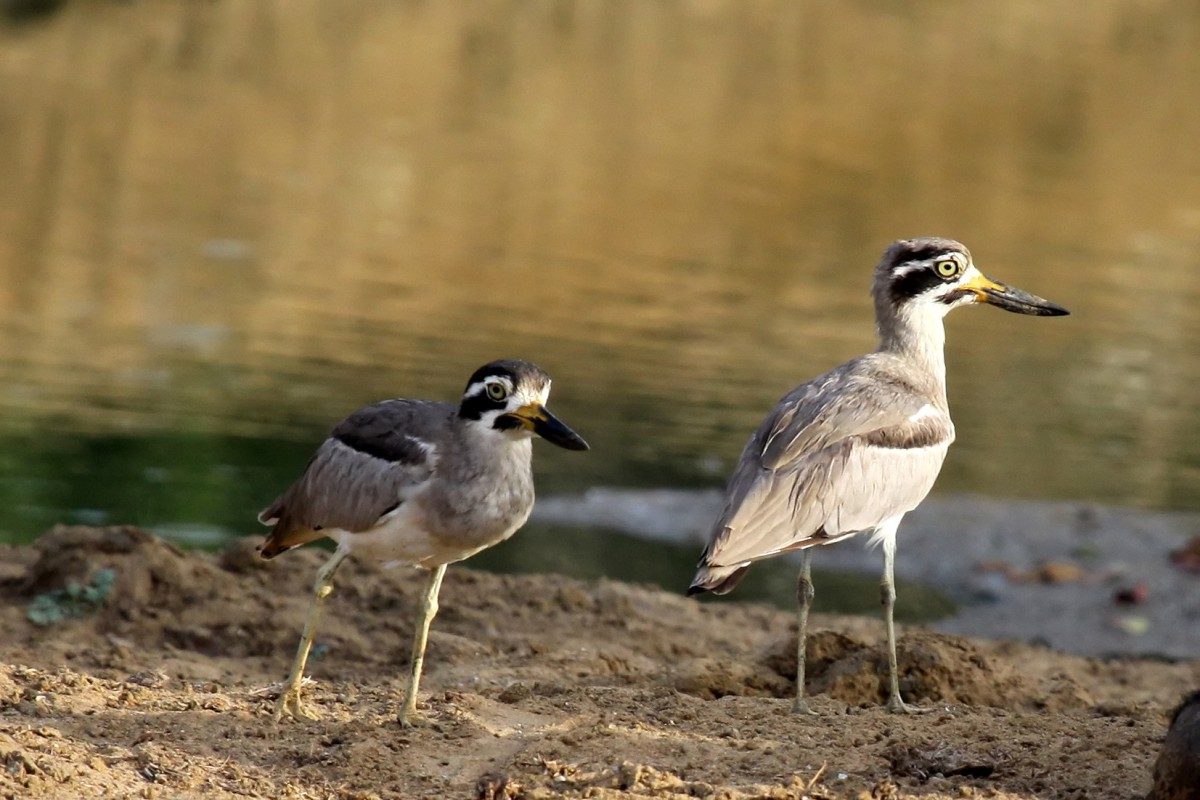
Kulon wielkodzioby, Esacus recurvirostris

Ostoja ptaków IBA została utworzona ze względu na pelikany indyjskie. Innymi gatunkami ptaków na wybrzeżu lub wyspach są biegus krzywodzioby (Calidris ferruginea) i biegus malutki (Calidris minuta), a inne rzadkie gatunki regularnie odwiedzają obszar parku; są to biegus rdzawy (C. canutus), biegus wielki (C. tenuirostris), krabożer (Dromas ardeola), szlamnik zwyczajny (Limosa lapponica), biegus płaskodzioby (Limicola falcinellus), biegus zmienny (C. alpina), biegus smukłonogi (C. subminuta), płatkonóg szydłodzioby (Phalaropus lobatus). Z gatunków gniazdowych występują rybitwa białoczelna (Sternula albifrons), sieweczka morska (Charadrius alexandrinus), kulon wielkodzioby (Esacus recurvirostris), kulon zwyczajny (Burhinus oedicnemus) oraz rybitwa bengalska (Sterna bengalensis). Na przelotach widuje się flamingi różowe (Phoenicopterus roseus).